# Hilaira
Hilaira és un gènere d'aranyes araneomorfes de la subfamília Erigoninae, dins de la família Linyphiidae.
Fou descrit per primera vegada per Eugène Louis Simon l'any 1884.
En són sinònims els gèneres Arctilaira Chamberlin, 1921
Soudinus Crosby & Bishop, 1936 i Utopiellum Strand, 1901

## Distribució
Es pot trobar a la zona holàrtica:Canadà, Sina, Groenlàndia, Irlanda, Japó, Mongòlia, Nepal, Noruega, Polònia, Rússia, Suïssa, Turquia, Gran Bretanya i els Estats Units.

## Llista d'espècies
Segons The World Spider Catalog 12.0:
- Hilaira asiatica Eskov, 1987
- Hilaira banini Marusik & Tanasevitch, 2003
- Hilaira canaliculata (Emerton, 1915)
- Hilaira dapaensis Wunderlich, 1983
- Hilaira devitata Eskov, 1987
- Hilaira excisa (O. Pickard-Cambridge, 1871) (Espècie tipus)
- Hilaira gertschi Holm, 1960
- Hilaira gibbosa Tanasevitch, 1982
- Hilaira glacialis (Thorell, 1871)
- Hilaira herniosa (Thorell, 1875)
- Hilaira incondita (L. Koch, 1879)
- Hilaira jamalensis Eskov, 1981
- Hilaira marusiki Eskov, 1987
- Hilaira minuta Eskov, 1979
- Hilaira nivalis Holm, 1937
- Hilaira nubigena Hull, 1911
- Hilaira pelikena Eskov, 1987
- Hilaira pervicax Hull, 1908
- Hilaira proletaria (L. Koch, 1879)
- Hilaira sibirica Eskov, 1987
- Hilaira syrojeczkovskii Eskov, 1981
- Hilaira tuberculifera Sha & Zhu, 1995
- Hilaira vexatrix (O. Pickard-Cambridge, 1877)